# Le Beau Danube bleu
Pour les articles homonymes, voir Beau (homonymie), Danube et Bleu (homonymie).
Pour le film biographique allemand de 1954 consacré à Johann Strauss II, voir Le Beau Danube bleu (film, 1954).
Le Beau Danube bleu (An der schönen, blauen Donau, en allemand) op. 314, est une célèbre valse viennoise pour orchestre symphonique, composée par le compositeur autrichien Johann Strauss II (fils) en 1866. Poème symphonique dédié au Danube, elle fait partie de ses œuvres les plus célèbres, avec entre autres Wiener Blut (Esprit viennois) de 1873, régulièrement jouées entre autres par l'Orchestre philharmonique de Vienne en clôture et un des rappels traditionnels du concert du nouvel an à Vienne. Considérée comme un second hymne national de Vienne et de l'Autriche, elle est également une des musiques de film les plus célèbres de l'histoire du cinéma avec sa reprise de 2001, l'Odyssée de l'espace de Stanley Kubrick en 1968.

## Historique
Johann Strauss II (fils) succède à son père Johann Strauss (père) qu'il surpasse rapidement en célébrité (deux des compositeurs les plus célèbres de l'histoire de la musique classique) à la place de directeur (k.k. Hofballmusikdirektor) de la musique de bal de la cour de l'empire d'Autriche-Hongrie.

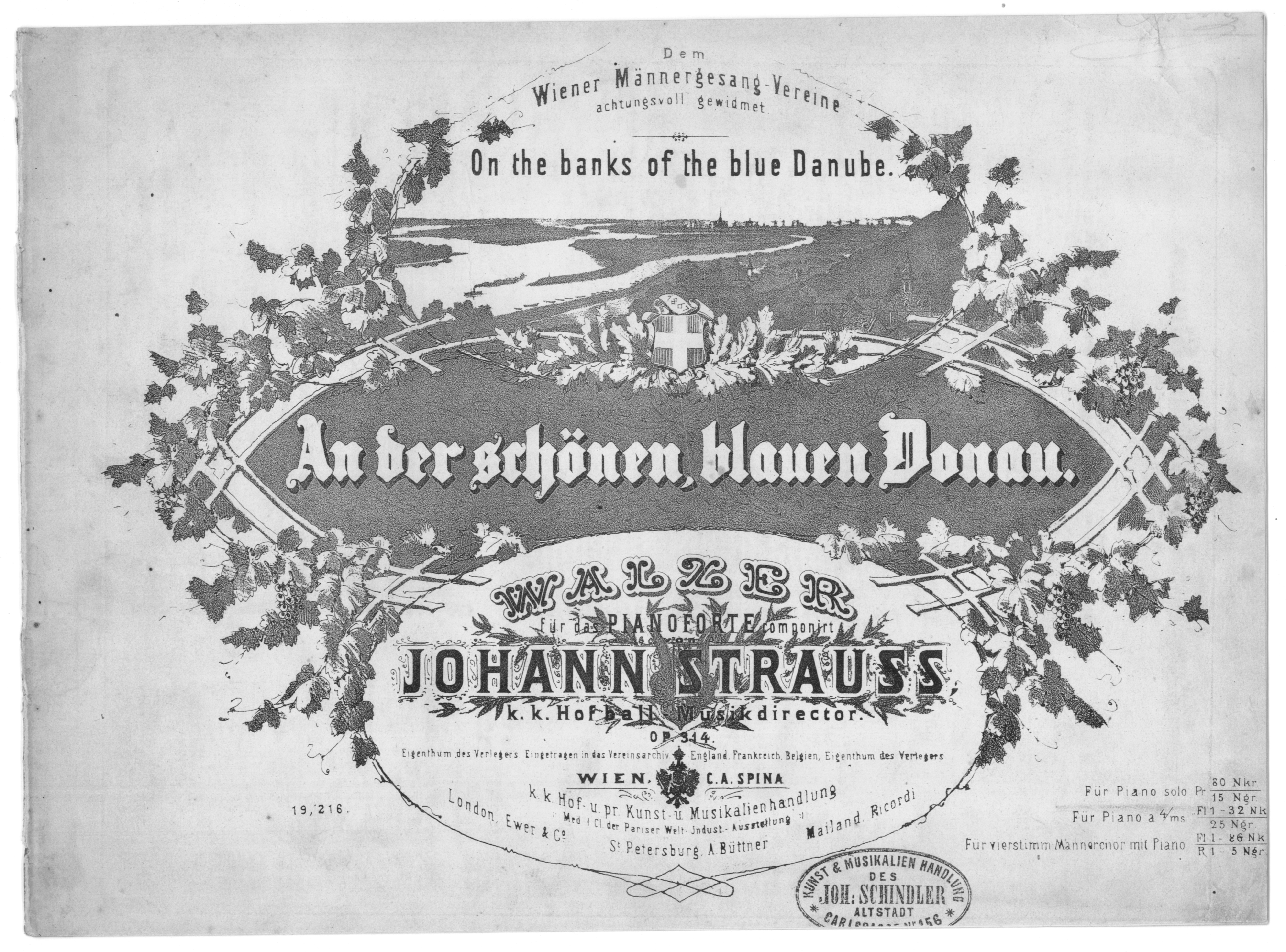
Première édition de 1867
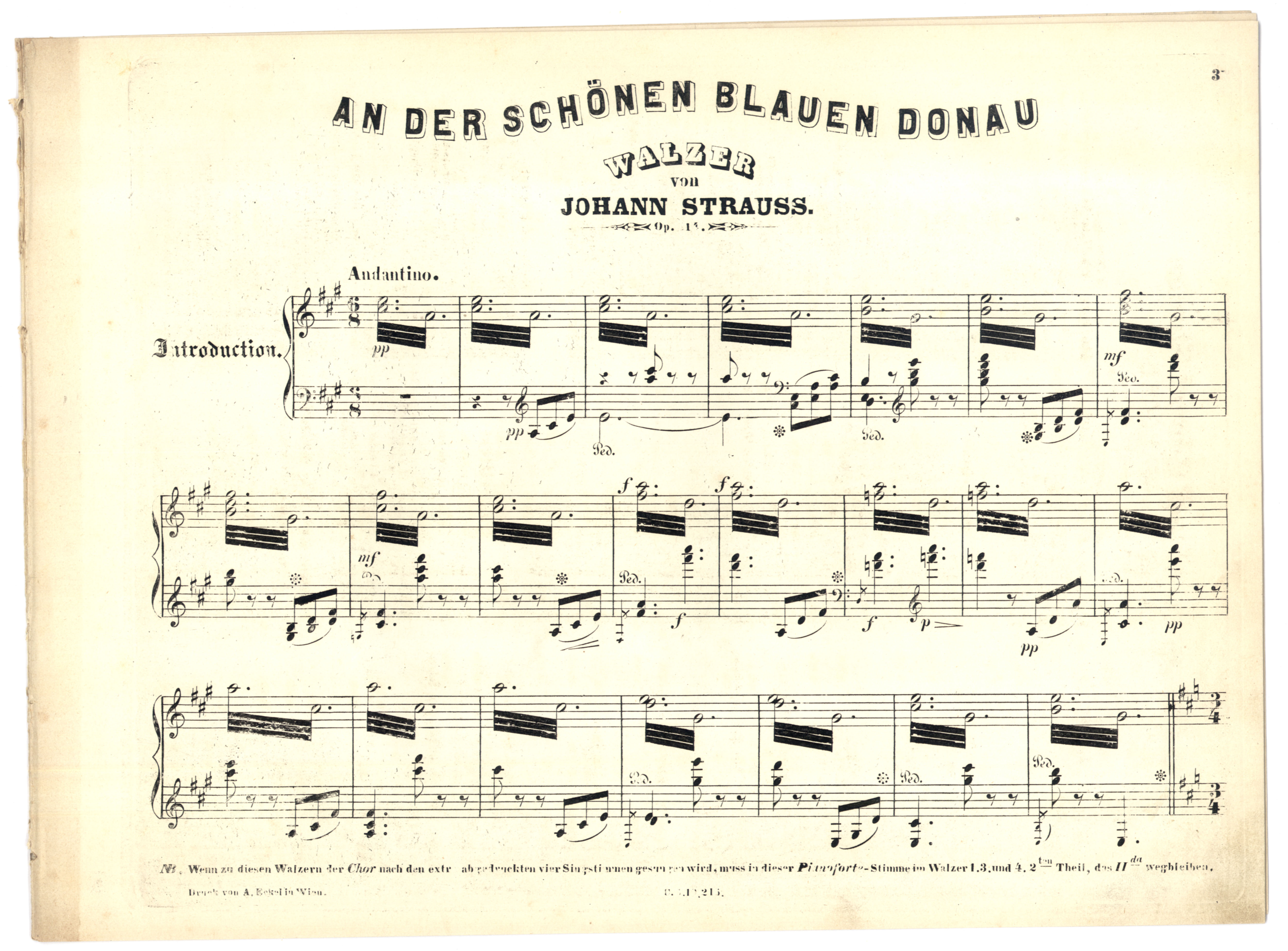
Partition de 1867
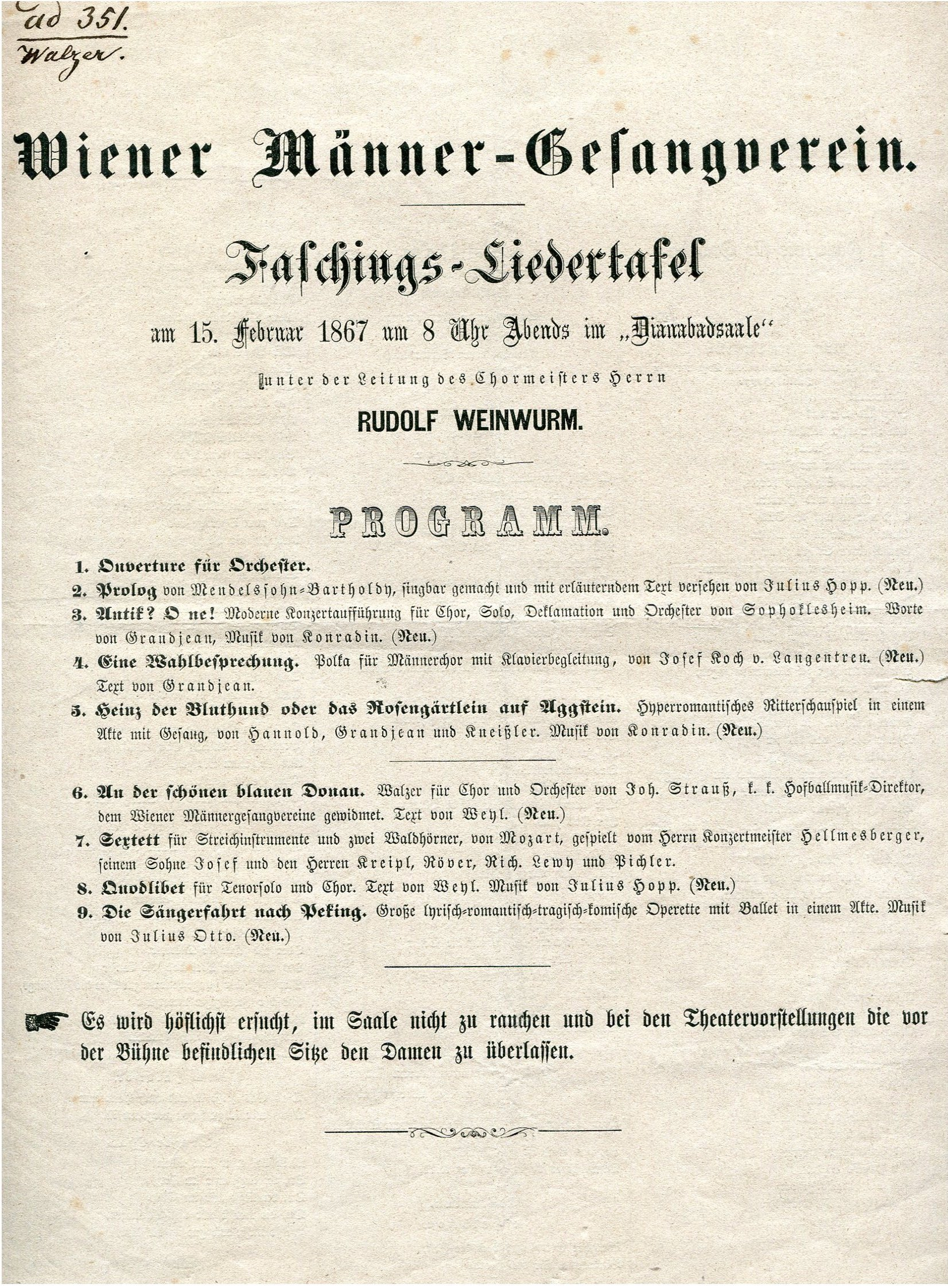
Programme de 1867
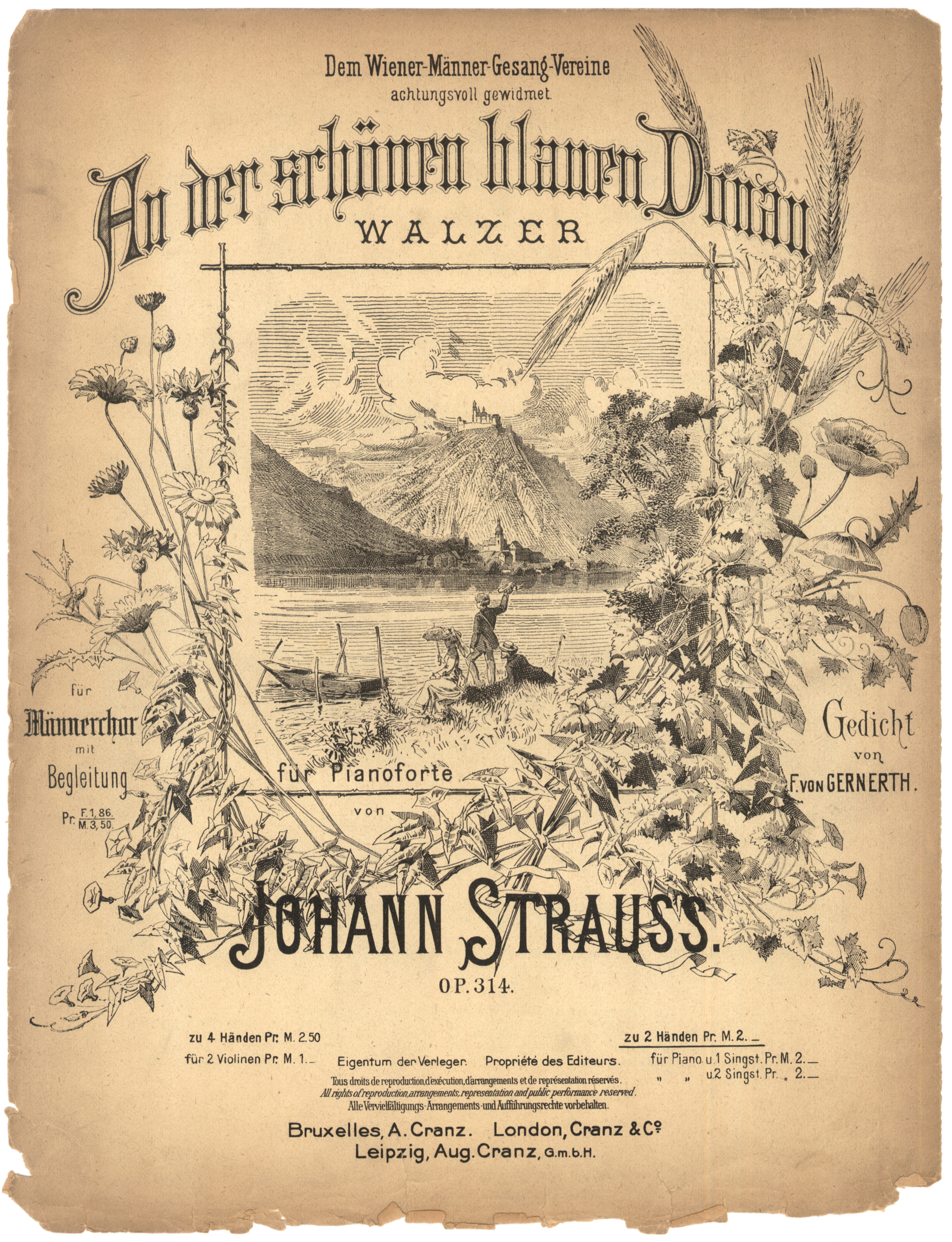
Edition de 1910

Le compositeur Johann von Herbeck (directeur du prestigieux Wiener Männergesang-Verein, importante chorale masculine de Vienne d'environ 130 membres) demande vers 1865 à Johann Strauss fils (alors âgé de 42 ans) de composer une nouvelle « valse chorale vivante et joyeuse » pour leur festival d'été Sommer-Liedertafel. Cette œuvre est inspirée à Strauss par un voyage sur le Danube. L'auteur-poète-parodiste de la chorale Josef Weyl (de) (ami d'enfance du compositeur) écrit les premières versions de paroles sur le thème satirique et ironique, pris à la légère et à la dérision, de la défaite militaire historique de la maison d'Autriche à la guerre austro-prussienne de 1866 (qui met fin à sa suprématie historique sur la confédération germanique par le traité de Prague (1866), au détriment des prémisses de l'Empire allemand de 1871 du chancelier prussien-allemand Otto von Bismarck). Les membres indignés de la chorale s'offusquent des paroles. La première représentation publique du Wiener Männergesang-Verein a lieu le 13 février 1867 à l'établissement thermal Dianabad du canal du Danube de Vienne, avec un important succès enthousiaste et retentissant (mais le texte de Weyl produit de vives critiques, indignations et offuscations du public viennois autrichien).
L'interprétation par Strauss de la version orchestrale symphonique féerique définitive de son œuvre (sans paroles) à Paris lors de l'Exposition universelle de 1867 est un triomphe majeur international, avec plus de 20 rappels, et plus d'un million de partitions vendues dans le monde. Le texte définitif (rarement interprété depuis) est écrit en 1890 par l'auteur-compositeur Franz von Gernerth sur le thème du poème symphonique actuel « Danube si bleu, si beau et si bleu, vous tourbillonnez calmement à travers la vallée et les prairies, notre Vienne vous salue, votre ruban d'argent lie le pays à la terre, et les cœurs heureux battent sur votre belle plage... ».

Le Danube bleu à Vienne
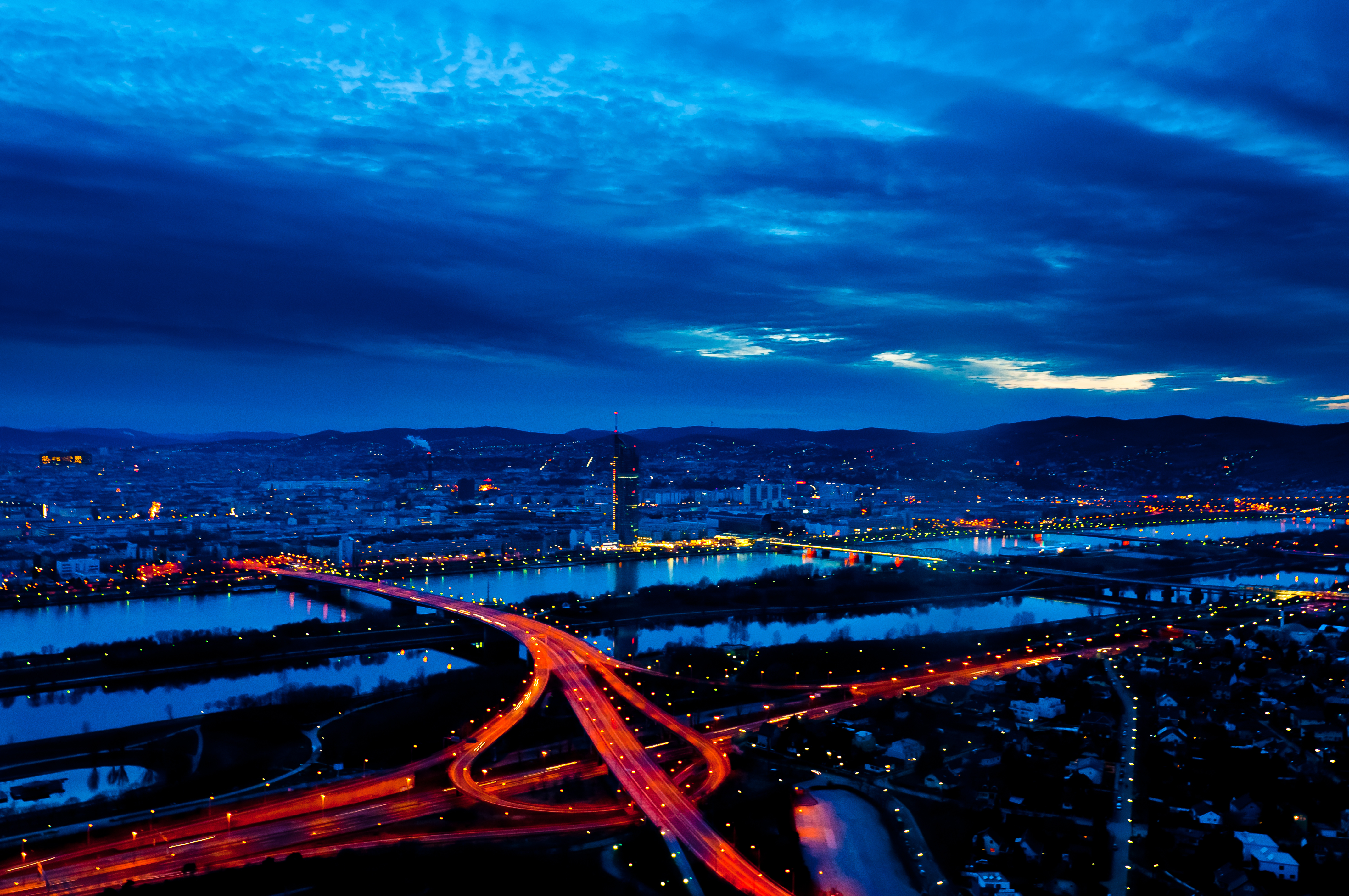

## Anecdote
Lorsqu'Alice von Meyszner-Strauss (belle-fille de Johann Strauss) a demandé au célèbre compositeur allemand Johannes Brahms de lui signer un autographe, ce dernier lui aurait écrit les premières mesures du Beau Danube bleu, commentées par un célèbre « Hélas! pas de Johannes Brahms ».

## Orchestration

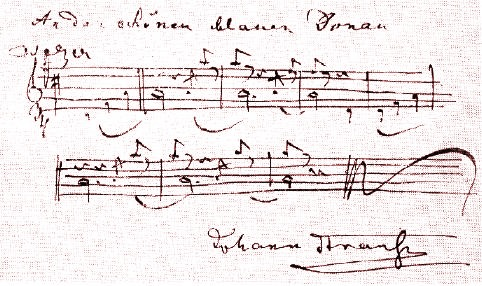
Premières mesures du Beau Danube bleu, dédicacée par le compositeur.

| Instrumentation du beau Danube bleu                                                        |
| Cordes                                                                                     |
| premiers violons, seconds violons, altos, violoncelles, contrebasses, 1 harpe              |
| Bois                                                                                       |
| 2 flûtes (la deuxième jouant aussi du piccolo), 2 hautbois, 2 clarinettes en ut, 2 bassons |
| Cuivres                                                                                    |
| 4 cors en fa, 2 trompettes en fa 1 trombone basse, 1 tuba                                  |
| Percussions                                                                                |
| 2 timbales, 1 caisse claire, 1 grosse caisse, 1 triangle                                   |

## Interprétations notables
Depuis 1958, le concert du nouvel an à Vienne se termine généralement par trois bis après le programme principal. Le deuxième bis est la valse du Beau Danube bleu, dont l'introduction est interrompue par les applaudissements du public. Les musiciens souhaitent alors collectivement au public une heureuse nouvelle année, puis jouent le morceau. La pièce est de la sorte jouée les années suivantes :
- 1942, 1943, 1944, 1945, 1948, 1949 ,1950, 1951, 1952, 1953, 1954 : sous la direction de Clemens Krauss ;
- 1946 : sous la direction de Josef Krips ;
- 1955, 1956, 1957, 1958, 1959, 1960, 1961, 1962, 1963, 1964, 1965, 1966, 1967, 1968, 1969, 1970, 1971, 1972, 1973, 1974, 1975, 1976, 1977, 1978 et 1979 : sous la direction de Willi Boskovsky ;
- 1980, 1981, 1982, 1983, 1984, 1985, 1986, 1994, 1996, 1999 et 2005 : sous la direction de Lorin Maazel ;
- 1987 : sous la direction de Herbert von Karajan ;
- 1988 et 1991 : sous la direction de Claudio Abbado ;
- 1989 et 1992 : sous la direction de Carlos Kleiber ;
- 1990, 1995, 1998, 2007 et 2015 : sous la direction de Zubin Mehta ;
- 1993, 1997, 2000, 2004, 2018, 2021 et 2025 : sous la direction de Riccardo Muti ;
- 2001 et 2003 : sous la direction de Nikolaus Harnoncourt ;
- 2002 : sous la direction de Seiji Osawa ;
- 2006, 2012 et 2016 : sous la direction de Mariss Jansons ;
- 2008 et 2010 : sous la direction de Georges Prêtre ;
- 2009, 2014 et 2022 : sous la direction de Daniel Barenboim ;
- 2011, 2013 et 2023 : sous la direction de Franz Welser-Möst ;
- 2017 : sous la direction de Gustavo Dudamel ;
- 2019 et 2024 : sous la direction de Christian Thielemann ;
- 2020 : sous la direction d'Andris Nelsons.

## Dans les arts et la culture populaire

### Filmographie

#### Cinéma
Sauf indication contraire, les informations mentionnées dans cette section peuvent être confirmées par le générique de fin de l'œuvre audiovisuelle présentée ici, ainsi que par la base de données cinématographiques IMDb,  présente dans la section « Liens externes ».
- 1928 : The Blue Danube, film américain de Paul Sloane sorti en 1928.
- 1934 : Le Chant du Danube, d'Alfred Hitchcock, film biographique romancé de l'histoire de la composition et de la première exécution du Beau Danube bleu.
- 1939 : Au revoir Mr. Chips, de Sam Wood
- 1955-1958 : Sissi (série de films), d'Ernst Marischka, avec Romy Schneider, cette valse apparaît plusieurs fois, notamment lors des scènes de bals.
- 1953 : Le Petit Fugitif, de Raymond Abrashkin
- 1953 : Le Salaire de la peur, d'Henri-Georges Clouzot, pour la scène finale ;
- 1959 : Le Journal d'Anne Frank, de George Stevens
- 1959 : La Note ivre, de la Warner Bros. Cartoons, de Chuck Jones
- 1968 : 2001, l'Odyssée de l'espace, de Stanley Kubrick, pour la scène de chorégraphie spatiale ;
- 1971 : Harold et Maude, de Hal Ashby, lorsque Ruth Gordon initie Bud Cort à la danse;
- 1980 : La Porte du paradis, de Michael Cimino, lors de la scène du bal de promotion, à l'Université Harvard ;
- 1983 : L'été meurtrier, de Jean Becker ;
- 1990 : Europa Europa, d'Agnieszka Holland, à la radio chez une famille juive ;
- 1991 : Madame Bovary, de Claude Chabrol ;
- 1991 : Les Amants du Pont-Neuf, de Leos Carax, lorsque Juliette Binoche et Denis Lavant dansent le soir du Bicentenaire de la Révolution sur le pont Neuf ;
- 1993 : Rasta Rockett, de Jon Turteltaub, lorsque les 4 Jamaïcains regardent les patineurs s’entraîner ;
- 1994 : True Lies, de James Cameron, avec Arnold Schwarzenegger et Jamie Lee Curtis ;
- 1994 : Le Livre de la jungle de Stephen Sommers joué par les musiciens lors de la scène du bal ;
- 1995 : À la vie, à la mort !, de Robert Guédiguian, avec Ariane Ascaride et Jean-Pierre Darroussin ;
- 1996 : La Belle Verte, de Coline Serreau, lors de deux scènes : la première dans le rayon consacré à la musique classique, la seconde dans le stade, quand les joueurs sont déconnectés et se mettent à danser ;
- 1997 : Titanic, de James Cameron, lorsque pour survivre Jack rentre dans le hall d'escalier pour se rendre au repas auquel il est convié, et quand le Capitaine entre dans la timonerie inondée ;
- 1997 : Austin Powers, de Jay Roach ;
- 1997 : Marius et Jeanette, de Robert Guédiguian , lorsqu'Ariane Ascaride et Gérard Meylan sont au restaurant ;
- 1997 : Les Nouvelles Aventures de Mowgli de Duncan McLachlan ; sur un disque de certification que Mowgli écoute ;
- 1998 : Chat noir, chat blanc, de Emir Kusturica , lorsque Zare observe un navire de croisière naviguant sur le Danube ;
- 2000 : Battle royale, de Kinji Fukasaku , lorsque le professeur Kitano annonce à ses élèves les morts des six dernières heures et les nouvelles consignes à respecter pour survivre ;
- 2001 : Absolument fabuleux, de Gabriel Aghion, avec Josiane Balasko et Nathalie Baye ;
- 2003 : Good Bye, Lenin!, de Wolfgang Becker, lorsque Denis monte son propre film, le DJ a gardé le fonds mélodique mais y a rajouté le Ola thème cher aux stades de football ;
- 2004 : Les Onze Commandements, de François Desagnat, lors du ballet en apesanteur ;
- 2006 : Changement d'adresse, d'Emmanuel Mouret ;
- 2007 : 99 francs, de Jan Kounen, lorsque Octave conduit follement sous l'effet de la drogue ;
- 2008 : Horton, lors de la scène du pont ;
- 2012 : Plan de table, de Christelle Raynal, lors de la scène du mariage ;
- 2013 : Le Cœur des hommes 3, de Marc Esposito, lors de la valse d'anniversaire ;
- 2013 : Des gens qui s'embrassent, de Danièle Thompson, lors du concert ;
- 2014 : The Amazing Spider-Man : Le Destin d'un héros, de Marc Webb, lors de la visite de la prison où est enfermé Electro ;
- 2014 : Les Nouveaux Sauvages, de Damián Szifrón ;
- 2015 : Lolo, de Julie Delpy, avec Dany Boon :
- 2016 : Papa ou Maman 2, de Martin Bourboulon ;
- 2018 : Une valse dans les allées, de Thomas Stuber ;
- 2025 : Paddington au Pérou de Dougal Wilson; (Elle est refaite sur le piano quand le bateau chavire froidement)

#### Télévision
- 1929 : Les Rythmes de la jungle, dessin animé Mickey Mouse de Walt Disney
- 1943 : Le Rendez-vous des mélomanes, dessin animé de Merrie Melodies
- Dans la série Les Simpson, elle est jouée :
  - Homer l'hérétique
  - Whisky Bizness
  - à la fête du maire[pas clair]
  - Homer dans l'espace (en référence à 2001, l'Odyssée de l'espace)
  - quand on aperçoit un satellite rempli de singes[pas clair]
- 2005 : Les Zinzins de l'espace, Saison 2 Épisode 3 : Gravité Zéro.
- 2021 : Squid Game, série dramatique coréenne du réalisateur Hwang Dong-hyeok

### Publicité
- Dans tous les vols Austrian Airlines, la musique est diffusée pendant l'embarquement et le débarquement de l'avion.

### Réutilisation musicale
- Le pasticcio (opérette) Valses de Vienne (en) (Walzer aus Wien), créée en 1930 à Vienne sur les musiques de Strauss père et fils arrangées par Erich Korngold, raconte de façon romancée la composition de cette œuvre. Elle est adaptée par Alfred Hitchcock en 1934 sous le titre Le Chant du Danube (Waltzes from Vienna).
- 1943-1945 : orchestre des femmes d'Auschwitz, du camp des femmes d'Auschwitz-Birkenau de la seconde Guerre mondiale, jouée avec 150 autres compositions pour accompagner les départs et retours des déportées au travail, ou des visites officielles du camp.
- La valse est jouée lors de la Tournée Viva La Vida Tour'08 du groupe Coldplay avant son entrée sur scène.

### Littérature

#### Roman
- 1901 : Le Beau Danube jaune d'aventures de Jules Verne
- 2013 : Le Beau Danube rouge de la série SAS de Gérard de Villiers.

### Espace
- 2006 : réveils musical du 9e jour de la mission STS-116 de la navette spatiale américaine Discovery, pour le montage de la Station spatiale internationale.